# Gotlands runinskrifter 113
G 113 är en vikingatida ( ca 1100-1130) runsten i bildstensform av grå sandsten i Ardre kyrka, Ardre socken och Gotlands kommun. 1 bildsten och 7 runstenar i bildstensform påträffades i samband med reparationsarbeten i kyrkan år 1900.

## Inskriften
Translitterering av runraden:
§A ÷ utar + ak + kaiʀuatr + ak + aiuatr + þaʀ + setu + stain + ebtir + likna(t) + faþur ÷ sen + 
§B ÷ raþialbr + ak + kaiʀaiau(t)- + þaiʀ kiarþu + merki + kuþ + ubtir + man + saaran ÷ likraibr + risti + runaʀ
Normalisering till runsvenska:
§A Ottarr ok Gæiʀhvatr ok Æihvatr þæiʀ sattu stæin æftiʀ Liknhvat, faður sinn. 
§B ʀaðþialfʀ ok Gæiʀniut[r] þæiʀ gærðu mærki goð æftiʀ mann snaran. Liknræifʀ risti runaʀ.
Översättning till nusvenska:
Ottar och Gairvat och Aivat de satte stenen efter Liknat, sin fader. Radjalv och Gairniaut de gjorde god minnesvård efter en rask man. Likraiv ristade runorna.

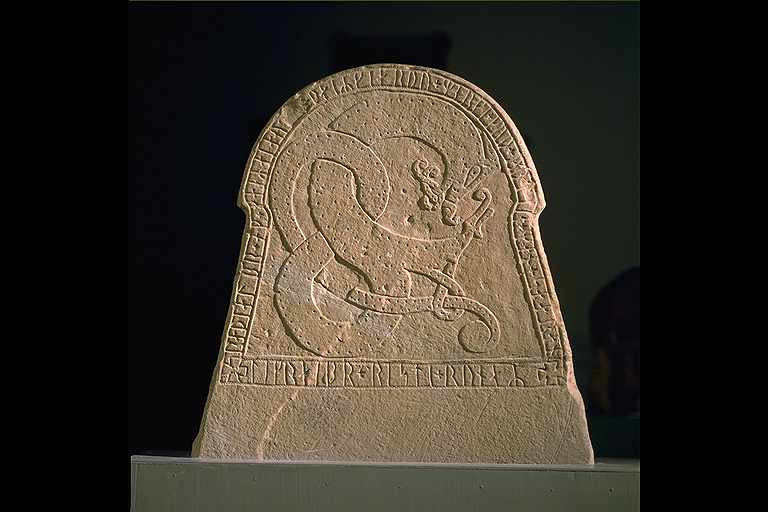
Sida B

Jansson och Wessen menar att Radjalv och Gairniaut är stenmästarna som gjorde stenen.